# Fülöp-szigeteki disznó
A Fülöp-szigeteki disznó (Sus philippensis) az emlősök (Mammalia) osztályának párosujjú patások (Artiodactyla) rendjébe, ezen belül a disznófélék (Suidae) családjába és a Suinae alcsaládjába tartozó faj.

## Rendszertani besorolása
Az újabb kutatások szerint ennek a disznófajnak a legközelebbi rokona a szakállas disznó (Sus barbatus); a két állat annyira közel áll egymáshoz, hogy korábban úgy vélték, hogy a szóban forgó állat az utóbbinak az alfaja, Sus barbatus philippensis néven. Korábban úgy vélekedtek a palawani szakállas disznóról (Sus ahoenobarbus) is, amely szintén különálló fajnak bizonyult.

## Előfordulása
A Fülöp-szigeteki disznó előfordulási területe, amint a neve is mutatja a Fülöp-szigeteken van. E szigetek négy endemikus disznófaja közül az egyik; a másik három a következők: cebu szigeti disznó (Sus cebifrons), palawani szakállas disznó (Sus ahoenobarbus) és Sus oliveri.
Eredetileg a Fülöp-szigeteki disznó e szigetország nyugati szigetein élt, míg a cebu szigeti disznó a középső és keleti szigeteket lakta. A Fülöp-szigeteki disznó főleg a következő szigeteken volt megtalálható: Luzon, Biliran, Samar, Leyte, Mindoro,Mindanao, Jolo, Polillo, Catanduanes, valamint néhány egyéb kisebb sziget. Korábban számos élőhelyen előfordult, még tengerszint fölötti 2800 méter magasságban is, de manapság már csak néhány félreeső, elszigetelt erdőben lelhető fel. Ezt az állatot célzó vadászat erősen lecsökkentette, illetve csökkenti az állományát. A vadászat mellett az erdőirtás, valamint a betelepített házi sertés (Sus scrofa domestica) is veszélyezteti; hiszen a két állat kereszteződéséből hibrid példányok jönnek létre, amelyek tovább rontják a megmaradt állományok faji tisztaságát. Az előbbi veszélyforrások miatt a Természetvédelmi Világszövetség (IUCN) sebezhető fajként tartja számon ezt az állatot.
A Bohol és Sibuyan szigeteken is észleltek ilyen disznókat, de meglehet, hogy azok a példányok inkább a cebu szigeti disznófajhoz tartoznak.

## Alfajai
- Sus philippensis mindanensis Forsyth Major, 1897 - Mindanao
- Sus philippensis philippensis Nehring, 1886 - Luzon és a környező szigetek

Korábban a Fülöp-szigeteki disznó alfajának vélték a Sus oliverit is, Sus philippensis oliveri néven, azonban az újabb alaktani és genetikai vizsgálatok azt mutatták, hogy a Sus oliveri tulajdonképpen egészen más fajt alkot.

## Megjelenése
Ennek a disznófajnak két-két szemölcse van, pofájának mindkét oldalán. Az állkapcsához közelebbi szemölcsökön pamacsszerű szőrzet lóg.

### Fordítás
- Ez a szócikk részben vagy egészben  a   Philippine warty pig című angol Wikipédia-szócikk ezen változatának fordításán alapul.  Az eredeti cikk szerkesztőit annak laptörténete sorolja fel. Ez a jelzés csupán a megfogalmazás eredetét és a szerzői jogokat jelzi, nem szolgál a cikkben szereplő információk forrásmegjelöléseként.